# Саутхамптън (Ню Йорк)
Вижте пояснителната страница за други значения на Саутхамптън.
Саутхамптън (на английски: Southampton) е град в окръг Съфолк, щат Ню Йорк, Съединени американски щати. Намира се на брега на Атлантическия океан, в североизточната част на остров Лонг Айлънд. Населението му е около 55 000 души (2000).

## Известни личности
Родени в Саутхамптън
- Жаклин Кенеди Онасис (1929 – 1994), съпруга на политика Джон Кенеди.

Починали в Саутхамптън
- Давид Бурлюк (1882 – 1967), украински художник и поет
- Стефан Груев (1922 – 2006), български писател и общественик
- П. Г. Удхаус (1881 – 1975), английски писател